# Miss California
Miss California ist ein Lied des US-amerikanischen Sängers Dante Thomas, das er zusammen mit dem Musiker Pras aufnahm. Der Song ist die erste Singleauskopplung seines Debütalbums Fly und wurde am 27. März 2001 veröffentlicht.

## Inhalt
Miss California handelt von einer schönen, jungen Frau aus der High Society in Los Angeles. Diese stellt ihren Reichtum zur Schau, segelt auf einer Yacht und umgibt sich am liebsten mit Superstars in Hollywood. Aus der Perspektive des lyrischen Ichs singt Dante Thomas, dass diese Frau ihn zu einer Jetski-Tour einlädt und ihm anschließend erzählt, sich in ihn verliebt zu haben. Nachdem sie ein paar Tage zusammen verbracht haben, in denen sie ihm Schmuck schenkt und ihr Anwesen zeigt, bemerkt er, dass sie innerlich traurig ist. Er verspricht ihr, dass er nicht wegen des Reichtums mit ihr zusammen ist und will sie mit seiner Liebe glücklich machen. Angelehnt an die Siegerin eines Schönheitswettbewerbs bezeichnet Dante Thomas die Frau als „Miss Kalifornien.“ Im Intro und in einer Bridge des Songs ist das Fugees-Mitglied Pras zu hören.

“She’s Miss California (Uh)

Hottest thing in West L.A. (Uh-uh)

House down by the water

Sails her yacht across the bay”

„Sie ist Frau Kalifornien (Uh)

Das heißeste Ding im Westen L.A.s (Uh-uh)

Ihr Haus steht unten am Wasser

Segelt mit ihrer Yacht durch die Bucht“

## Produktion
Der Song wurde von dem US-amerikanischen Musikproduzenten Vada Nobles produziert und von Rasheem „Kilo“ Pugh geschrieben. Dante Thomas selbst war nicht am Songwriting beteiligt.

## Musikvideo
Bei dem zu Miss California gedrehten Musikvideo führte Cameron Casey Regie. Es verzeichnet auf YouTube rund neun Millionen Aufrufe (Stand April 2023). Das Video zeigt Dante Thomas und Pras, die in einem schwarzen Cabrio durch eine sonnige Stadt fahren, wobei Dante Thomas das Lied singt. Auf ihrem Weg begegnen ihnen einige junge Frauen, mit denen sie flirten. Anschließend fahren beide an den Strand zu einer Party, auf der zahlreiche junge Frauen zum Song tanzen.

## Single

### Covergestaltung
Das Singlecover zeigt Dante Thomas, der in Weiß gekleidet ist und den Blick nach unten richtet. Die Schriftzüge Dante Thomas, Featuring Pras und Miss California in Grau bzw. Blau befinden sich oben im Bild. Der Hintergrund ist weiß gehalten.

### Titellisten
Single
1. Miss California Radio Version (With Pras) – 4:08
2. Miss California Radio Version (No Rap) – 3:28

Maxi
1. Miss California Radio Version (No Rap) – 3:28
2. Miss California Radio Version (With Rap) – 4:08
3. Miss California (Bastone & Bernstein Radio Mix) – 3:08
4. Miss California (Bastone & Bernstein Club Mix) – 7:44

### Chartplatzierungen
Miss California stieg am 18. Juni 2001 auf Platz sechs in die deutschen Singlecharts ein und erreichte zwei Wochen später die Chartspitze. Insgesamt hielt sich der Song 17 Wochen lang in den Top 100, davon zehn Wochen in den Top 10. In den deutschen Airplaycharts belegte das Lied ebenfalls zwei Wochen lang die Chartspitze zwischen dem 16. Juli und 29. Juli 2001. Die GfK Entertainment kürte Miss California nachträglich zum „Sommerhit des Jahres“. Ebenfalls Rang eins belegte das Lied in Dänemark und den Niederlanden. Weitere Top-10-Platzierungen gelangen unter anderem in Belgien-Wallonien und der Schweiz (je Rang 2), Frankreich (#3), Österreich (#4), Australien und Neuseeland (je #5) sowie in Schweden (#6). In den deutschen Single-Jahrescharts 2001 erreichte der Song Position 17.
| ChartsChartplatzierungen       | Höchstplatzierung | Wochen |
| ------------------------------ | ----------------- | ------ |
| Deutschland (GfK)              | 1 (17 Wo.)        | 17     |
| Österreich (Ö3)                | 4 (19 Wo.)        | 19     |
| Schweiz (IFPI)                 | 2 (29 Wo.)        | 29     |
| Vereinigte Staaten (Billboard) | 85 (6 Wo.)        | 6      |
| Vereinigtes Königreich (OCC)   | 25 (5 Wo.)        | 5      |

| ChartsJahrescharts (2001) | Platzierung |
| ------------------------- | ----------- |
| Deutschland (GfK)         | 17          |
| Österreich (Ö3)           | 33          |
| Schweiz (IFPI)            | 20          |

### Auszeichnungen für Musikverkäufe
Miss California erhielt noch im Erscheinungsjahr in Deutschland für mehr als 250.000 verkaufte Einheiten eine Goldene Schallplatte. Die weltweit zertifizierten Verkäufe belaufen sich auf über 600.000.
| Land/Region        | Auszeichnungen für Musikverkäufe (Land/Region, Auszeichnung, Verkäufe) | Verkäufe |
| ------------------ | ---------------------------------------------------------------------- | -------- |
| Australien (ARIA)  | Gold                                                                   | 35.000   |
| Belgien (BRMA)     | Gold                                                                   | 25.000   |
| Dänemark (IFPI)    | Gold                                                                   | 7.500    |
| Deutschland (BVMI) | Gold                                                                   | 250.000  |
| Frankreich (SNEP)  | Gold                                                                   | 250.000  |
| Schweden (IFPI)    | Gold                                                                   | 15.000   |
| Schweiz (IFPI)     | Gold                                                                   | 20.000   |
| Insgesamt          | 7× Gold ·                                                              | 602.500  |

## Coverversion
Im Jahr 2021 veröffentlichte der deutsche Rapper Eko Fresh in Zusammenarbeit mit Dante Thomas die Single Miss Köllefornia. Sie ist auf Eko Freshs Studioalbum Abi enthalten.